# سكيل إيه آي
سكيل إيه آي هي شركة أمريكية متخصصة في وضع العلامات على البيانات ومقرها في ولاية سان فرانسيسكو، كاليفورنيا. حيث توفر بيانات مصنفة تستخدم لتدريب تطبيقات الذكاء الاصطناعي.

## التأسيس
تأسست شركة سكيل في عام 2016 من قبل أَلِكْسَنْدَر وَانغ ولوسي جو اللذين كانا قد عملا سابقاً لدى كورا.
عندما تم إطلاق فكرة الشركة لأول مرة، قامت شركة سكيل بتوفير العمالة البشرية للقيام بالمهام التي لا تستطيع الخوارزميات تنفيذها. و كان قد عرض دان ليفين الشريك في شركة أكسيل، تقديم 4.5 مليون دولار أمريكي كتمويل أولي لشركة سكيل وتحويله إلى مقر مؤقت. وقد أدرك وانغ وجو في غضون اشهر؛ أن سكيل يمكن أن تلبي احتياجات شركات المركبات ذاتية القيادة (إي ڨي) من خلال القدرة على مراجعة ووضع علامات على بيانات لقطات القيادة المستخدمة لتدريب تطبيقات الذكاء الاصطناعي الخاصة بها. ومن بين المستثمرين الآخرين في شركة سكيل مجموعة دراجونير انفيستمنت وتايجر جلوبال مانجمنت واندكس فينتشرز.
في عام 2018، غادرت المؤسسة المشاركة جو شركة سكيل "بسبب الاختلافات في رؤية المنتج وخريطة الطريق".
تعد الشركات المرتبطة بصناعة المركبات ذاتية القيادة (إي ڨي) المصدر الرئيسي للإيرادات بالنسبة لشركة سكيل. ووفقاً لعرض تقديمي للتمويل في يونيو 2019 اطلعت عليه مجلة فوربس كانت شركة سكيل في طريقها لتحقيق إيرادات سنوية تزيد عن 40 مليون دولار.
في أغسطس 2019، وبعد أن حقق صندوق المؤسسين التابع لبيتر ثيل استثمار بقيمة 100 مليون دولار في شركة سكيل، تجاوزت قيمتها السوقية لتصبح 1 مليار دولار واكتسبت تصنيف يونيكورن.
بحلول شهر يوليو 2021، وصلت قيمة شركة سكيل إلى 7 مليار دولار. حيث كان هناك طلب متزايد من العملاء على تصنيف البيانات في مختلف الصناعات.
في يناير 2023، قامت شركة سكيل بتسريح 20% من القوى العاملة التابعة لها.
في مارس 2024، وصلت قيمة شركة سكيل السوقية إلى ما يقرب من 13 مليار دولار بعد أن قادت شركة أكسل إلى تأمين جولة تمويل جديدة. في مايو 2024، جمعت سكيل مليار دولار إضافي مع مستثمرين جدد بما في ذلك أمازون وميتا بلاتفورمز مما رفع قيمتها السوقية إلى 14 مليار دولار.
في أكتوبر 2024، أفادت التقارير أن شركة سكيل ضاعفت مبيعاتها تقريباً أربع مرات لتصل إلى ما يقرب من 400 مليون دولار في النصف الأول من العام 2024 مقارنة بنفس الفترة في عام 2023.
في ديسمبر 2024، تم مقاضاة شركة سكيل من قبل موظف سابق بتهم ارتكاب سرقة الأجور وتصنيف العمال بشكل خاطئ. وفي الشهر التالي، قام موظف ثانٍ برفع دعوى قضائية ضد الشركة مشيراً إلى ادعاءات مماثلة.
في يناير 2025، رفع العديد من المقاولين دعوى قضائية ضد شركة سكيل زاعمين تعرضهم لأذى نفسي نتيجة اطلاعهم على مواد إلكترونية سامة مثل المحتوى المتعلق بالعنف وإساءة معاملة الأطفال.

### المشاريع العسكرية
كما تقدم شركة سكيل خدماتها للعملاء في الحكومة مثل القوات المسلحة للولايات المتحدة. حيث قدمت شركة سكيل نفسها كشركة ستساعد الجيش الأمريكي في معركته الوجودية مع الصين من خلال عرض استخراج رؤى أفضل من البيانات وإنشاء مركبات ذاتية القيادة أفضل وكذلك روبوتات محادثة يمكنها المساعدة في تقديم المشورة للقادة العسكريين أثناء القتال. وأضاف وانغ الذي يصف نفسه بأنه "صقر الصين" أن الولايات المتحدة لن تكون قادرة على الحفاظ على تفوقها التكنولوجي على القوة العسكرية المتزايدة للصين بدون الذكاء الاصطناعي الذي تطوره شركات التكنولوجيا الخاصة. وكان قد تأثر بعض الشيء من خلال رحلة أجراها إلى الصين في عام 2018 لرؤية مشهد الذكاء الاصطناعي هناك ولاحظ كيف يمكن للحكومة الصينية هناك استخدام التكنولوجيا التجارية لصالحها.
في يناير 2022، حصلت شركة سكيل على عقد قدره 249 مليون دولار من قبل وزارة الدفاع الأمريكية لتسريع قدرات الذكاء الاصطناعي للحكومة.
في خريف عام 2022، خططت شركة سكيل لإبرام صفقة مع تك توك لتوفير رؤى للمعلنين لديها. وعلى الرغم من وجود المعارضة، نجح وانغ في الضغط من أجل إتمام الصفقة، لأن الفرصة التجارية كانت جيدة للغاية ولا يمكن رفضها، ومع ذلك تم إلغاء الصفقة في نهاية المطاف بسبب مخاوف تتعلق بالأمن القومي.
اعتبارًا من فبراير 2024، حققت شركة سكيل ما يقرب من 80 مليون دولار من العقود المتعلقة بالحكومة.

## ريموتاسكس
مع تزايد الطلب على تصنيف البيانات من المركبات ذاتية القيادة (إي ڨي)، وجدت شركة سكيل صعوبة أكبر في مواكبة الطلب على العمالة البشرية، حيث اتجه وانغ في البداية إلى وكالات للاستعانة بمصادر خارجية، لكن التكلفة ارتفعت بسرعة وبلغت هوامش الربح الإجمالية حوالي 65% في أوائل عام 2018 وانخفضت إلى 30% بحلول الربع الرابع من العام.
في عام 2017، أسست شركة سكيل شركة ريموتاسكس باعتبارها وكالة للاستعانة بمصادر خارجية وداخلية. وقد أنشأت أكثر من اثني عشر منشأة في جنوب شرق آسيا وأفريقيا لتدريب آلاف العاملين في مجال تصنيف البيانات. وقد تم تأسيس ريموتاسكس كعلامة تجارية منفصلة للحفاظ على سرية العملاء وفقاً لما ذكرته شركة سكيل. يقول الموظفون الأوائل إن هذا تم بهدف جعل استراتيجية سكيل أقل وضوحاً للمنافسين وحماية الشركة من المراقبة.
نجحت شركة ريموتاسك في التحكم في التكاليف، وبحلول منتصف عام 2019 كانت هوامش ربح شركة سكيل قد تعافت إلى 69%.
وفقاً لدراسة أجرتها جامعة أكسفورد لعام 2022، خلصت الدراسة إلى أن ريموتاسكس استوفت "المعايير الدنيا للعمل العادل" في معيارين فقط من أصل 10 معايير، وأشارت إلى أن "إخفاء" ارتباطها بـشركة سكيل يخلق ارتباكاً "يمكن أن يساهم في تعرض العمال للاستغلال". وقارنت الباحثة الرئيسية كيلي هوسون بين ريموتاسكس وعمال مصانع الملابس في نفس البلدان قائلة: "لا يوجد أي مساءلة تقريباً عن ظروف العمل هذه".
في اغسطس 2023، نشرت صحيفة واشنطن بوست مقالاً عن تواجد شركة ريموتاسكس في الفلبين. وذكرت أن شركة سكيل دفعت للعمال أجور منخفضة للغاية، وقامت بشكل روتيني بتأخير المدفوعات أو احتجازها، ولم تقدم سوى منافذ قليلة للعمال لطلب التعويض. كما يجب أن تخضع مراجعة العمل الحر لمستويات عديدة من المراجعة، وبعد الموافقة فقط يتم تحويل المدفوعات إلى العمال من خلال منصات مثل باي بال. حيث يمكن حجز المدفوعات دون إبداء أي تفسير، وإذا تم رفض العمل يمكن مطالبة العمال بإعادة العمل مع دفع مبلغ ضئيل أو بدون دفع على الإطلاق.
تقوم شركة ريموتاسكس بدفع أجور العاملين على أساس كل مهمة على حدة دون وجود أي عقد يربطهم بالشركة، مما يعني أن العاملين غالباً ما يكون لديهم طرق قليلة موثوقة للاتصال بالمشرفين أو تصعيد الشكاوى. وقد ذكر أحد الموظفين أنه تم إغلاق حسابه بعد تقديم شكوى إلى مشرفه بشأن عدد المهام التي أكملها دون استلام أجره.
في مارس 2024، تم الإبلاغ عن أن شركة ريموتاسكس قد أنهت خدماتها في بلدان بأكملها دون إبداء أي تفسير. حيث وجد العمال في كينيا ونيجيريا وباكستان أنفسهم غير قادرين على الوصول إلى خدماتها. كما أوقفت شركة ريموتاسكس أيضاً عمليات التسجيل الجديدة في تايلاند وفيتنام وبولندا. حيث ادعى ممثل شركة ريموتاسكس أن خطأ إداري كان السبب في عدم تقديم إشعار للمقاولين في كينيا.

## روابط خارجية
- الموقع الرسمي
- www.remotasks.com (موقع ريموتاسكس الإلكتروني )